# Procédé industriel

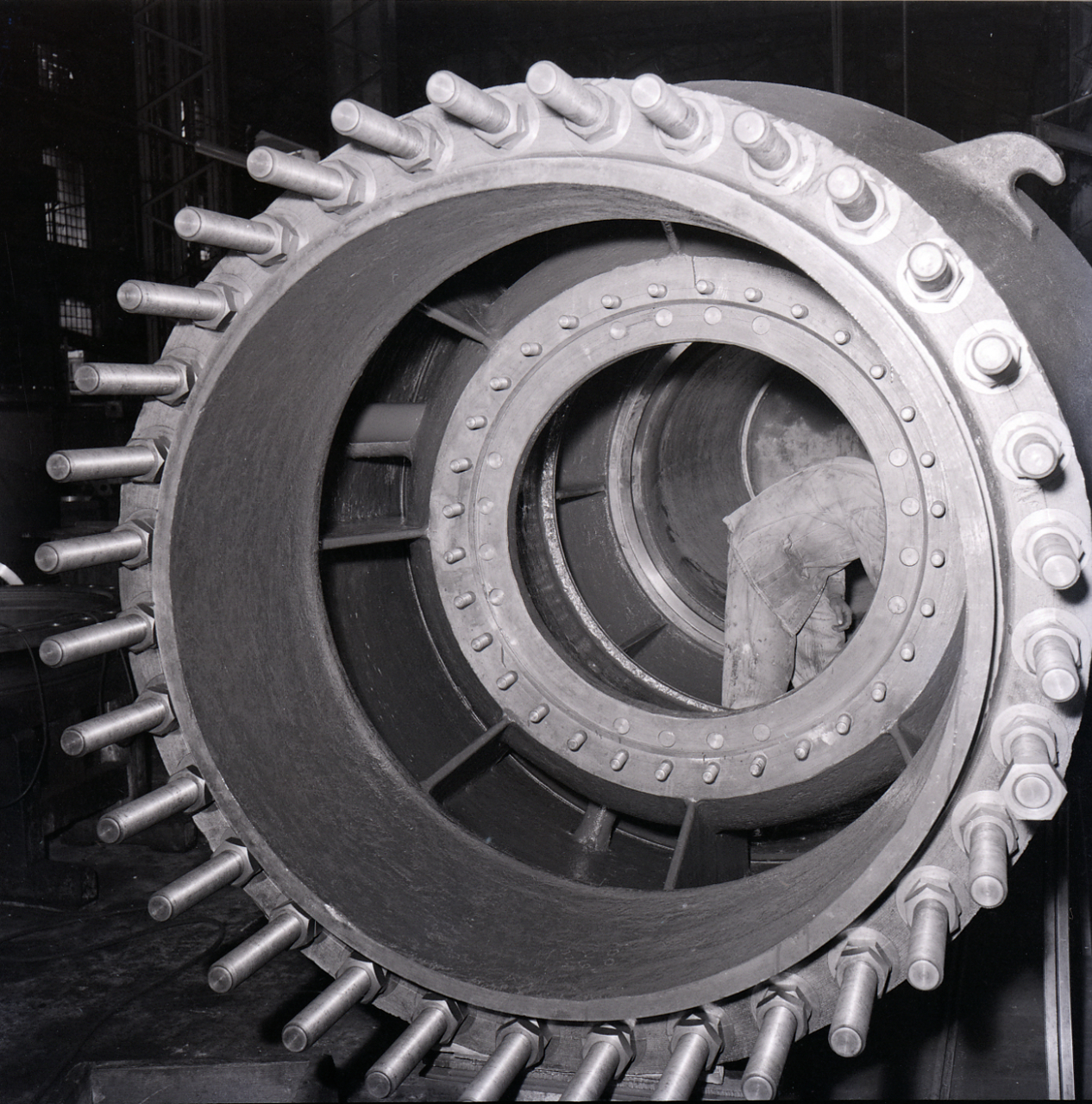
Paolo Monti, 1958.

Un procédé industriel est un procédé de nature mécanique ou chimique destiné à produire des objets ou à synthétiser des produits chimiques, en grande quantité et dans des conditions techniquement et économiquement acceptables. Ils sont notamment essentiels aux industries dites lourdes (par exemple, fabrication d'automobiles ou synthèse de l'essence).
Les procédés industriels permettent d'obtenir en grande quantité des produits qui autrement seraient relativement difficiles ou coûteux à obtenir. Ces produits peuvent alors être considérés comme des « commodités », c'est-à-dire des produits d'usage banal et disponibles en très grandes quantités. En rendant les produits fabriqués nettement moins chers, les procédés industriels permettent en effet de les consommer à grande échelle, par exemple l'acier, issu d'un procédé industriel, est lui-même utilisé pour la fabrication de machines. La fabrication d'un produit peut nécessiter l'utilisation de plusieurs procédés. 
Il est fréquent que la mise en place d'un procédé industriel ait un coût élevé. La rentabilité de cet investissement est alors liée à la production en grande quantité. 
En plus des produits désirés, l'utilisation des procédés industriels engendre souvent des sous-produits qui peuvent parfois être néfastes pour l'environnement, voire la santé des êtres vivants.